# قتال الغابة
قتال الغابة (بالإنجليزية: Jungle Fight)‏ هي منظمة برازيلية للفنون القتالية المختلطة والكيك بوكسينغ. أُنشِأت عام 2003. الاسم مشتق من أصلها، ولاية الأمازون في البرازيل.
وقد وصف موقع (بالإنجليزية: Sherdog.com)‏ قتال الغابة بأنه ”أفضل عرض ترويجي في البرازيل أو أمريكا الجنوبية“. في البرازيل يتم بث قتال الغابة على قناة (بالإنجليزية: TV Band)‏،  وفي الولايات المتحدة يتم بثه على إي إس بي إن 3. وفي أمريكا اللاتينية الناطقة بالإسبانية يتم بثه على قناة إي إس بي إن.

## الأبطال الحاليين
| الفئة               | الحد الأعلى للوزن   | البطل              | منذ                             | الدفاعات عن اللقب | القتال القادم |
| ------------------- | ------------------- | ------------------ | ------------------------------- | ----------------- | ------------- |
| الوزن الثقيل        | 120 كـغ (264.6 رطل) | شاغر               | /                               | -                 |               |
| وزن خفيف الثقيل     | 93 كـغ (205 رطل)    | شاغر               | /                               | -                 |               |
| الوزن المتوسط       | 84 كـغ (185.2 رطل)  | شاغر               | /                               | -                 |               |
| وزن الوسط           | 77 كـغ (169.8 رطل)  | أركانجيلو أوليفيرا | 27 مايو 2023 (قتال الغابة 116)  | 0                 |               |
| الوزن الخفيف        | 70 كـغ (154.3 رطل)  | أركانجيلو أوليفيرا | 26 أغسطس 2023 (قتال الغابة 119) | 0                 |               |
| وزن الريشة          | 66 كـغ (145.5 رطل)  | ويليان سوزا        | 29 يوليو 2023 (قتال الغابة 118) | 0                 |               |
| وزن الديك           | 61 كـغ (134.5 رطل)  | تياجو بيريرا       | 24 يونيو 2023 (قتال الغابة 117) | 0                 |               |
| وزن الذبابة         | 57 كـغ (125.7 رطل)  | مانويل سيلفا       | 24 يونيو 2023 (قتال الغابة 117) | 0                 |               |
| وزن الديك للسيدات   | 61 كـغ (134.5 رطل)  | كيلي أوتوني        | 31 يوليو 2022 (قتال الغابة 109) | 0                 |               |
| وزن الذبابة للسيدات | 57 كـغ (125.7 رطل)  | الورا دانا         | 26 مارس 2023 (قتال الغابة 114)  | 1                 |               |
| وزن القشة للسيدات   | 52 كـغ (114.6 رطل)  | فيلي فيتوريا       | 26 أغسطس 2023 (قتال الغابة 119) | 0                 |               |

## وصلات خارجية
- قائمة الأحداث في شيردوغ
- الموقع الرسمي (بالبرتغالية البرازيلية)